# Vilhelmsborg Station
Vilhelmsborg Station er en letbanestation på Odderbanen ved herregården og hestesportscenteret Vilhelmsborg sydøst for Mårslet i Danmark. Den blev oprindeligt etableret som jernbanestation. 
Odderbanen blev (sammen med Grenaabanen) lukket for ombygning til letbane 27. august 2016. Det var forventet, at den ville genåbne som en del af Aarhus Letbane i december 2017, men på grund af manglende sikkerhedsgodkendelse blev genåbningen udskudt på ubestemt tid. Efter en længere proces genåbnede banen så 25. august 2018, efter at den nødvendige godkendelse fra Trafik-, Bygge- og Boligstyrelsen forelå dagen før.

Ifølge tal offentliggjort i februar 2023 er Vilhelmsborg det mindst benyttede standsningssted på Aarhus Letbane, med kun 13 daglige påstigere i hverdagene i gennemsnit, i perioden fra den 15. august 2022 til den 18. december 2022.